# Penstemon nanus
Espèce
 Penstemon nanus  est une espèce de plantes de la famille des Plantaginacées, originaire d'Amérique du Nord. Elle est connue sous le nom de  Dwarf Beardtongue en anglais.

## Description
Cette espèce est pérenne et peut atteindre 10cm de hauteur. Les fleurs sont généralement de couleur bleu intense.